# Giải bóng đá hạng ba quốc gia Somalia
 Giải bóng đá hạng ba quốc gia Somalia  là hạng đấu cao thứ ba trong bóng đá Somalia. 
Giải có sự tham gia của 9 câu lạc bộ 

## Câu lạc bộ
Tính đến mùa giải 2013-14:
- Bariga Dhexe
- Gasko FC
- Geeska Afrika
- Hilaac
- Jamhuuriya TB
- Midnimo
- Mogadishu United
- Raadsan
- Singjet